# Rémi Gaillard
Rémi Gaillard, född 7 februari 1975 i Montpellier, Frankrike, är en fransk komiker. Enligt en intervju började han som komiker sedan han blivit uppsagd från sitt jobb i en skoaffär. Ett av hans mest lyckade skämt är när han klädde ut sig till spelare i finalen i Coupe de France 2002 och blev gratulerad av dåvarande presidenten Jacques Chirac samt kom med i en årsbok.
Rémi är också en mycket skicklig fotbollsspelare vilket han visat i hans "Foot 2007", "Foot 2009", "Foot 2010", "Foot 2012" och "Foot 2014" videor.
Gaillards centrala motto lyder "C'est en faisant n'importe quoi qu'on devient n'importe qui" och översatt betyder ungefär "Genom att göra vad som helst blir vi vem som helst". Detta citat avslutar också varje video av Gaillard.
Rémi Gaillards klipp har setts av miljoner människor på Youtube. Ett av de mest kända klippen är Mario Kart med över 58 miljoner visningar (2014).